# 몰로니흉내박쥐
몰로니흉내박쥐(Mimetillus moloneyi )는 애기박쥐과에 속하는 박쥐의 일종이다. 몰로니흉내박쥐속(Mimetillus)의 유일종이다. 앙골라와 카메룬, 중앙아프리카공화국, 콩고공화국, 콩고민주공화국, 코트디부아르, 적도기니, 에티오피아, 가봉, 가나, 기니, 케냐, 라이베리아, 모잠비크, 나이지리아, 시에라리온, 남수단, 탄자니아, 토고, 우간다 그리고 잠비아에서 발견된다. 자연 서식지는 아열대 또는 열대 기후 지역의 습윤 숲과 홍수림, 습윤 산지 숲, 건조 및 습윤 사바나 지역이다.